# São-Tomé-Weber
Der São-Tomé-Weber, auch St.-Thomas-Weber genannt, (Ploceus sanctithomae, Syn.: Ploceus sanctaethomae, Sycobius st. thomae) zählt innerhalb der Familie der Webervögel (Ploceidae) zur Gattung der Ammerweber (Ploceus).
Der lateinische Artzusatz bezieht sich auf die Insel São Tomé, auf der der Vogel endemisch ist.
Das Verbreitungsgebiet umfasst tropischen oder subtropischen feuchten Tieflandwald, Bergwald, Kaffeeplantagen, auch buschbestandene Lebensräume.

## Merkmale
Die Art ist 14 cm groß und wiegt zwischen 20 und 24 g. Sie ist ein charakteristischer kurzschwänziger Webervogel, das Männchen hat einen schwarzen Scheitel, davon abgesetzt eine orange-zimtfarbene Fiederung auf Stirn, Gesicht bis zur Brust, die Oberseite ist dunkel schokoladenbraun einschließlich Bürzel. Auf den Flügeldecken finden sich zwei blasse Binden. Die Unterseite ist orange-rotbraun. Das Weibchen ist ähnlich, aber weniger deutlich gefärbt, die Unterseite ist weitgehend weiß.
Die Art ist monotypisch.

## Stimme
Der Gesang des Männchens wird als langsam mit klaren Tönen beginnend, dann schneller werdend in „wait way-tseea tseea“ beschrieben. Diese Art lärmt gerne und kann deshalb leicht gefunden werden.

## Lebensweise
Die Nahrung besteht hauptsächlich aus Pflanzensamen, aber auch Insekten wie Ameisen, Spinnen und Raupen sowie Nektar.
Die Brutzeit liegt zwischen Juli bis Februar. São-Tomé-Weber sind monogam.

## Gefährdungssituation
Der Bestand gilt als nicht gefährdet (Least Concern).